# Rosa balakhtensis
Rosa balakhtensis es una especie de planta del género Rosa, de la familia Rosaceae.

## Taxonomía
Rosa balakhtensis fue descrita por Stepanov en 2022.

## Distribución
Se encuentra en el territorio del krai de Krasnoyarsk.